# Frauen-Bundesliga 2011-2012
La Frauen-Bundesliga 2011-2012 è stata la 22ª edizione della massima divisione del campionato tedesco femminile di calcio. Il campionato è iniziato il 21 agosto 2011 e si è concluso il 18 maggio 2012. Il Turbine Potsdam ha vinto il campionato per la sesta volta nella sua storia, la quarta consecutiva. Capocannoniere del torneo è stata Genoveva Añonma, calciatrice del Turbine Potsdam, con 22 reti realizzate.

## Stagione

### Novità
Dalla Frauen-Bundesliga 2010-2011 sono stati retrocessi in 2. Frauen-Bundesliga il Saarbrücken e l'Herforder, mentre dalla 2. Frauen-Bundesliga sono stati promossi il Lokomotive Lipsia (il gruppo Nord era stato vinto dalla squadra riserve dell'Amburgo) e il Friburgo.

### Formula
Le 12 squadre si affrontano in un girone all'italiana con partite di andata e ritorno, per un totale di 22 giornate. La squadra prima classificata è dichiarata campione di Germania, mentre le ultime due classificate vengono retrocesse in 2. Frauen-Bundesliga. Le prime due classificate sono ammesse alla UEFA Women's Champions League 2012-2013.

## Squadre partecipanti
| Club                | Stagione | Città                  | Stadio                     | Stagione 2010-2011                    |
| ------------------- | -------- | ---------------------- | -------------------------- | ------------------------------------- |
| 1. FFC Francoforte  | dettagli | Francoforte sul Meno   | Stadion am Brentanobad     | 2º posto in Frauen-Bundesliga         |
| 2001 Duisburg       | dettagli | Duisburg               | PCC-Stadion                | 3º posto in Frauen-Bundesliga         |
| Amburgo             | dettagli | Amburgo                | Wolfgang-Meyer-Sportanlage | 4º posto in Frauen-Bundesliga         |
| Bad Neuenahr        | dettagli | Bad Neuenahr-Ahrweiler | Apollinarisstadion         | 6º posto in Frauen-Bundesliga         |
| Bayer Leverkusen    | dettagli | Leverkusen             | Ulrich-Haberland-Stadion   | 8º posto in Frauen-Bundesliga         |
| Bayern Monaco       | dettagli | Monaco di Baviera      | Sportpark Aschheim         | 5º posto in Frauen-Bundesliga         |
| Friburgo            | dettagli | Friburgo in Brisgovia  | Möslestadion               | 1º posto in 2. Frauen-Bundesliga Sud  |
| Jena                | dettagli | Jena                   | Sportzentrum Oberaue       | 10º posto in Frauen-Bundesliga        |
| Lokomotive Lipsia   | dettagli | Lipsia                 | Bruno-Plache-Stadion       | 2º posto in 2. Frauen-Bundesliga Nord |
| SG Essen-Schönebeck |          | Essen                  | Sportpark Am Hallo         | 9º posto in Frauen-Bundesliga         |
| Turbine Potsdam     | dettagli | Potsdam                | Karl-Liebknecht-Stadion    | Campione di Germania                  |
| Wolfsburg           | dettagli | Wolfsburg              | VfL-Stadion am Elsterweg   | 7º posto in Frauen-Bundesliga         |

## Classifica finale
Fonte: sito ufficiale
|  | Pos. | Squadra             | Pt | G  | V  | N | P  | GF | GS | DR  |
|  | ---- | ------------------- | -- | -- | -- | - | -- | -- | -- | --- |
|  | 1.   | Turbine Potsdam     | 56 | 22 | 18 | 2 | 2  | 63 | 10 | +53 |
|  | 2.   | Wolfsburg           | 53 | 22 | 17 | 2 | 3  | 62 | 18 | +44 |
|  | 3.   | 1. FFC Francoforte  | 46 | 22 | 15 | 1 | 6  | 58 | 17 | +41 |
|  | 4.   | 2001 Duisburg       | 45 | 22 | 14 | 3 | 5  | 53 | 24 | +29 |
|  | 5.   | SG Essen-Schönebeck | 31 | 22 | 9  | 4 | 9  | 30 | 28 | +2  |
|  | 6.   | Bayern Monaco       | 28 | 22 | 8  | 4 | 10 | 29 | 38 | -9  |
|  | 7.   | Bad Neuenahr        | 26 | 22 | 7  | 5 | 10 | 26 | 22 | +4  |
|  | 8.   | Friburgo            | 23 | 22 | 6  | 5 | 11 | 22 | 43 | -21 |
|  | 9.   | Amburgo             | 22 | 22 | 5  | 7 | 10 | 23 | 40 | -17 |
|  | 10.  | Jena                | 18 | 22 | 5  | 3 | 14 | 16 | 46 | -30 |
|  | 11.  | Bayer Leverkusen    | 15 | 22 | 4  | 3 | 15 | 22 | 55 | -33 |
|  | 12.  | Lokomotive Lipsia   | 13 | 22 | 4  | 1 | 17 | 16 | 79 | -63 |

Legenda:
      Campione di Germania e ammessa alla UEFA Women's Champions League 2012-2013
      Ammessa alla UEFA Women's Champions League 2012-2013
      Retrocesse in 2. Frauen-Bundesliga
Note:
Tre punti a vittoria, uno a pareggio, zero a sconfitta.

## Risultati

### Tabellone
|                     | Fra  | Dui  | Amb  | Bad  | BaL  | BaM  | Fri  | Jen  | Lok  | SGE  | Tur  | Wol  |
| ------------------- | ---- | ---- | ---- | ---- | ---- | ---- | ---- | ---- | ---- | ---- | ---- | ---- |
| 1. FFC Francoforte  | –––– | 5-3  | 0-1  | 2-0  | 4-1  | 7-1  | 7-0  | 3-0  | 4-0  | 3-0  | 0-2  | 0-1  |
| 2001 Duisburg       | 1-1  | –––– | 3-1  | 2-0  | 4-1  | 3-1  | 2-2  | 3-0  | 2-1  | 4-0  | 0-2  | 3-0  |
| Amburgo             | 0-2  | 0-2  | –––– | 0-4  | 0-2  | 1-1  | 1-1  | 1-1  | 2-0  | 1-1  | 1-1  | 1-3  |
| Bad Neuenahr        | 1-3  | 2-0  | 1-0  | –––– | 0-2  | 0-1  | 2-2  | 0-1  | 5-0  | 2-3  | 0-2  | 1-3  |
| Bayer Leverkusen    | 0-5  | 0-1  | 2-2  | 0-3  | –––– | 1-3  | 1-5  | 3-2  | 2-3  | 0-2  | 0-3  | 1-2  |
| Bayern Monaco       | 1-2  | 2-0  | 4-1  | 0-3  | 3-0  | –––– | 3-0  | 1-1  | 1-2  | 1-0  | 0-4  | 0-3  |
| Friburgo            | 1-0  | 0-6  | 2-3  | 0-0  | 0-1  | 3-1  | –––– | 0-0  | 3-0  | 0-3  | 0-2  | 0-3  |
| Jena                | 0-2  | 0-3  | 0-1  | 1-0  | 2-1  | 1-3  | 3-0  | –––– | 0-1  | 2-1  | 0-7  | 0-3  |
| Lokomotive Lipsia   | 0-4  | 1-6  | 0-3  | 0-2  | 1-4  | 2-2  | 0-1  | 2-1  | –––– | 0-4  | 0-7  | 2-9  |
| SG Essen-Schönebeck | 0-3  | 1-1  | 1-1  | 0-2  | 4-0  | 1-0  | 0-2  | 1-0  | 4-0  | –––– | 1-0  | 1-1  |
| Turbine Potsdam     | 3-1  | 2-3  | 4-0  | 1-0  | 1-1  | 3-0  | 2-0  | 3-1  | 8-0  | 3-2  | –––– | 1-0  |
| Wolfsburg           | 1-0  | 2-1  | 5-2  | 1-1  | 5-1  | 3-0  | 3-0  | 7-0  | 5-1  | 2-0  | 0-2  | –––– |

## Statistiche

### Classifica marcatrici
Fonte: sito ufficiale
| Gol | Rigori |  | Giocatore              | Squadra            |
| --- | ------ |  | ---------------------- | ------------------ |
| 22  |        |  | Genoveva Añonma        | Turbine Potsdam    |
| 19  |        |  | Conny Pohlers          | Wolfsburg          |
| 12  |        |  | Yūki Ōgimi             | Turbine Potsdam    |
| 11  | 1      |  | Célia Okoyino da Mbabi | Bad Neuenahr       |
| 11  | 2      |  | Nadine Keßler          | Wolfsburg          |
| 10  |        |  | Kerstin Garefrekes     | 1. FFC Francoforte |
| 10  |        |  | Mandy Islacker         | 2001 Duisburg      |
| 9   |        |  | Zsanett Jakabfi        | Wolfsburg          |
| 9   |        |  | Sandra Smisek          | 1. FFC Francoforte |